# Castelnaus mierklauwier
De Castelnaus mierklauwier (Thamnophilus cryptoleucus) is een zangvogel uit de familie Thamnophilidae (miervogels). De Nederlandse (en Engelse) naam verwijst naar de Franse natuuronderzoeker Francis de Laporte de Castelnau die in 1846 het eerste exemplaar van deze vogel heeft verzameld. 

## Verspreiding en leefgebied
Deze soort komt voor van noordoostelijk Ecuador tot noordelijk Peru en amazonisch westelijk Brazilië.

## Status
De grootte van de populatie is niet gekwantificeerd maar de soort wordt omschreven als schaars tot vrij algemeen. Op de Rode lijst van de IUCN heeft deze soort de status niet bedreigd.